# Dean Downing
Dean Downing (Rotherham, 24 gennaio 1975) è un ex ciclista su strada, pistard e dirigente sportivo britannico. Attivo tra gli Elite dal 2004 al 2014, conta due vittorie di tappa all'An Post Rás e una al Sachsen-Tour International. Dopo il ritiro è divenuto direttore sportivo per formazioni Continental.

## Palmarès

### Pista
- 2003

Campionati britannici, Americana (con Russell Downing)

### Strada
- 2008 (Rapha Condor, due vittorie)

2ª tappa FBD Insurance Rás (Ballinamore > Claremorris)
2ª tappa Sachsen-Tour International (Görlitz > Frohburg)
- 2010 (Rapha Condor, una vittoria)

5ª tappa Tour de Taïwan (Miaoli > Miaoli)
- 2011 (Rapha Condor, una vittoria)

1ª tappa An Post Rás (Dunboyne > Portumna)

#### Altri successi
- 2002 (John Saey)

Campionati britannici, Criterium
- 2004 (Recycling.com)

Mike Binks Memorial
1ª tappa Ras Mumhan (Killorglin > Killorglin)
- 2005 (Recycling.com)

County Durham
Chalky Whites GP
Tour of Reservoir
3ª tappa Bermuda Grand Prix
- 2006 (DFL-Cyclingnews)

Trofee van Haspengouw
- 2007

1ª tappa, 2ª semitappa Mersey Roads Club (Flint > Flint)
2ª tappa Mersey Roads Club (Flint > Flint)
4ª tappa Girvan Three Day (Girvan > Girvan)
Tour of Reservoir
Lincoln International Grand Prix
- 2008 (Rapha Condor)

Classifica generale Mersey Roads Club
Brentwood Criterium
Campionati britannici, Criterium
Classifica a punti FBD Insurance Rás
- 2009 (Rapha Condor)

2ª tappa Irish Sea Tour of the North (Ballymeen)
4ª tappa Irish Sea Tour of the North (Bangor > Bangor)
Criterium di Brighouse
Criterium di Blackburn
Elite Circuit Series
- 2010 (Rapha Condor)

5ª tappa Tour de Taïwan
Criterium di Dumfries
Cole GP
- 2011 (Rapha Condor)

Wales Open Criterium
Elite Circuit Series
- 2013 (Madison Genesis)

Beaumont Trophy
Sheffield Grand Prix

## Piazzamenti

### Competizioni europee
- Campionati europei su pista

2003 - Americana: 11°
Italia 2004 - Americana: 10°